# Сотниківська сільська рада
| Сотниківська сільська рада — колишній орган місцевого самоврядування у Яготинському районі Київської області з адміністративним центром у с. Сотниківка. Історична дата утворення: в 1938 році. Сільській раді підпорядковані населені пункти: - с. Сотниківка |

## Склад ради
Рада складається з 16 депутатів та голови.

### Керівний склад ради
| ПІБ                          | Основні відомості                                                         | Дата обрання | Дата звільнення |
| ---------------------------- | ------------------------------------------------------------------------- | ------------ | --------------- |
| Висовень Микола Анатолійович | Сільський голова, 1966 року народження, освіта, безпартійний              | 26.03.2006   | 31.10.2010      |
| Висовень Микола Анатолійович | Сільський голова, 1966 року народження, освіта вища, член Партії регіонів | 31.10.2010   |                 |

Примітка: таблиця складена за даними джерела